# Zulma Carraud
Zulma Carraud, nacida Estelle Zulma Tourangin-Courant, (Issoudun, 24 de marzo de 1796 – París, 24 de abril de 1889) fue una escritora francesa, amiga y musa de Honoré de Balzac.

## Biografía
Zulma nació el 24 de marzo de 1796 en Issoudun. Sus padres eran unos ricos comerciantes de mercería y pañería, hasta que sus tierras fueron expropiadas en 1847 por el ferrocarril. Zulma se casó el 20 de noviembre de 1816 con su primo, el capitán Francois-Michel Carraud, que en 1818 se convirtió en oficial instructor de la Escuela Especial Militar de Saint-Cyr. Entre 1818 y 1831, el matrimonio tuvo cuatro hijos, de los que solo Iván, nacido en 1826, sobrevivió.
Laure Balzac, (hermana del escritor Honoré de Balzac) y Zulma, eran amigas desde el colegio, por lo que a través de Laure, Honoré conoció a Zulma y comenzaron a mantener correspondencia a partir de 1829. Tras la Revolución de 1830, el comandante Carraud fue nombrado inspector del polvorín de Angulema, donde vivieron hasta febrero de 1834 y donde fueron visitados por Honoré de Balzac en varias ocasiones. Más tarde se retiraron al castillo de Frapesle, donde en 1834 tuvieron otro hijo, Yorick, y donde vivieron hasta 1848. Durante ese periodo Balzac les visitó en repetidas ocasiones (abril de 1834, agosto de 1835, febrero y marzo de 1838). Allí Balzac escribió dos de sus novelas: César Biroteau y La rabouilleuse.
El castillo de Frapesle se convirtió en una importante carga financiera, por lo que lo abandonaron en 1848, para finalmente venderlo en 1851 y trasladarse a Nohant en Graçay, población del hermano de Zulma, Silas Tourangin, que fue alcalde de la población desde 1848 hasta 1850. En ese periodo Zulma fue médico rural voluntario y maestra de escuela, escribiendo 10 libros infantiles.
Su marido falleció el 13 de febrero de 1864 en Nohant en Graçay, Su hijo Yorick fue asesinado en Sedán en 1870. Su hermano Silas Tourangin, murió el 1 de septiembre de 1874 y su hijo mayor, Iván, falleció en 1881. Estas desgracias afectaron a Zulma, que abandonó Nohant y se refugió en París, en casa de la esposa de su hijo Ivan.
Zulma falleció el 24 de abril de 1889 a la edad de 93 años, siendo entrerrada en el panteón familiar de Nohant en Graçay, junto a su marido y sus hijos.
Su hijo Ivan (1826-1881) fue consejero general del departamento francés de Cher. Su nieto Philippe Hériat (1898-1971), cuyo verdadero nombre era Raymond Payelle fue actor de cine, novelista, dramaturgo y miembro de la sociedad literaria francesa Academia Goncourt.

## El personaje en el cine
Julia Dancourt interpretó el papel de Zulma, en el telefilme Un gran amor de Balzac (1973) dirigida por Jacqueline Audry y Wojciech Solarz, adaptando para la televisión la biografía de Honoré de Balzac.